# Nagybánhegyes
Nagybánhegyes (1908-ig Tótbánhegyes, szlovákul: Veľký Bánhedeš) község Békés vármegye Mezőkovácsházai járásában.

## Fekvése
Orosházától délkeletre fekszik, Mezőkovácsháza északi szomszédságában. További szomszédai: észak felől Medgyesbodzás, kelet felől Magyarbánhegyes, nyugat felől Kaszaper, északnyugat felől pedig Csanádapáca.

### Megközelítése
Közigazgatási területét érinti a Csanádapáca-Dombegyház(-Arad) közti 4439-es út és az Orosháza-Mezőkovácsháza közti 4428-as út is, de központján csak a két előbbi utat összekötő 4441-es út halad végig, az említett települések mindegyike irányából csak ezen érhető el. Vasútvonal nem érinti, a legközelebbi vasútállomás Mezőkovácsháza vasútállomása.

## Története
Az 1592 lakosú Nagybánhegyes Békés vármegye déli részén helyezkedik el.
Az írásos adatok azt bizonyítják, hogy Bánhegyesse néven már a 15. században is lakott volt. Nevét Maróti János macsói bántól kapta, a hegyes szó pedig rétet, kaszálót jelent.
Az 1552-es törökdúlás mindent elpusztított, szétszórta és tönkretette a lakosságot. A 17. századig az egész környék lakatlan pusztaság volt.
Bánhegyes újraalakulása 1832-re tehető, ami a nagylaki telepeseknek köszönhető. Akkor a bérlők 120 fős települést hoztak létre, és főként külterjes szarvasmarha-tenyésztéssel foglalkoztak. A lakosok főként szlovákok voltak, később érkeztek melléjük magyar, román és német családok. 1850 körül több tótajkú család érkezett Tótkomlósról, Orosházáról, innen kapta a falu a Tótbánhegyes elnevezést.
A nagy előtagot 1908-ban nyerte el a falu, 5205 lakossal. A ki- és betelepítéssel 1947-ben a falu szlovák lakosságának 80%-a az akkori Csehszlovákiába települt. Helyükre az ottani magyarokat kényszerrel hozták marhavagonokban Vágfarkasd és Negyed községekből. Lassan bár, de bekapcsolódtak a község életébe.
A község az 1950-es megyerendezésig Csanád vármegyéhez tartozott, azóta Békés megye része.
A Zalka Máté Termelőszövetkezet 1949-ben alakult 84 hold területtel, majd a hatvanas évek elején, a nagy téeszesítéskor jött létre az Aranykalász és Kossuth Termelőszövetkezet. A három TSZ 1975-ben egyesült Zalka Máté néven. A rendszerváltásig a lakosság 98%-a dolgozott a szövetkezetben, 1200 taggal. A téesz megépítette a modern tejüzemet, melynek termékei nemcsak az országban, hanem külföldön is ismertté váltak. Például a híres Túró Rudi termék, vagy a kézzel gyártott parenyica sajtféleség.
A Petőfi Sándor Művelődési Ház 1962 óta működik, itt található a községi könyvtár is 12 ezer kötetes könyvállományával. Érdekes látnivalót kínál az 1895-ben épült, műemlék jellegű evangélikus templom és a hősi halottak emlékműve a főtéren. 2002-ben elkészült a központi park és a piactér az ott található százéves védett fákkal és szökőkúttal.
A látnivalókon túl érdekes rendezvény várja minden évben az idelátogatókat augusztusban. Több éve tartják meg a hagyományos paprikafesztivált.
A községben 1971-ben tört fel először a gyógyhatású termálvíz, helyszínén jelenleg is termálfürdő működik. A fürdő épülete mellett kialakított kemping egész évben várja a turistákat.
A községnek általános iskolája és óvodája van.

## Közélete

### Polgármesterei
- 1990–1994: Sztankó István (független)[3]
- 1994–1998: Sztankó István (független)[4]
- 1998–2000: Oláh Vilmosné (független)[5]
- 2000–2002: Jancsó Ottó (független)[6][7]
- 2002–2006: Jancsó Ottó (Fidesz-Gazdakör)[8]
- 2006–2010: Jancsó Ottó (független)[9]
- 2010–2014: Jancsó Ottó (Fidesz)[10]
- 2014–2019: Farkas Sándor (Fidesz-KDNP)[11]
- 2019–2024: Farkas Sándor (Fidesz-KDNP)[12]
- 2024– : Farkas Sándor (Fidesz)[1]

A településen 2000. november 5-én időközi polgármester-választást (és képviselő-testületi választást) tartottak, a korábbi képviselő-testület önfeloszlatása miatt.

## Népesség
A település népességének változása:
| Lakosok száma | 1264 | 1246 | 1224 | 1101 | 1075 | 1050 | 1021 |
|               | 2013 | 2014 | 2015 | 2021 | 2022 | 2023 | 2024 |

2001-ben a település lakosságának 87%-a magyar, 12%-a szlovák és 1%-a egyéb nemzetiségűnek vallotta magát.
A 2011-es népszámlálás során a lakosok 91,3%-a magyarnak, 0,5% cigánynak, 0,9% románnak, 0,2% szerbnek, 16,9% szlováknak mondta magát (8,7% nem nyilatkozott; a kettős identitások miatt a végösszeg nagyobb lehet 100%-nál). A vallási megoszlás a következő volt: római katolikus 31,7%, református 15,2%, evangélikus 24,4%, felekezeten kívüli 10,9% (17,1% nem nyilatkozott).
2022-ben a lakosság 94%-a vallotta magát magyarnak, 7% szlováknak, 1,3% románnak, 0,6% cigánynak, 0,4% szerbnek, 0,1-0,1% horvátnak, németnek és ruszinnak, 1,1% egyéb, nem hazai nemzetiségűnek (5,8% nem nyilatkozott; a kettős identitások miatt a végösszeg nagyobb lehet 100%-nál). Vallásuk szerint 22,4% volt római katolikus, 14,8% evangélikus, 13% református, 0,3% ortodox, 0,1% görög katolikus, 0,7% egyéb keresztény, 1,3% egyéb katolikus, 17,3% felekezeten kívüli (30% nem válaszolt).

## Nevezetességei
- Első világháborús emlékmű, főtér
- I. világháborús magyar katonasírok.
- Második világháborús német katonasírok.
- Evangélikus templom, főtér
- Paprika fesztivál
- Nagybánhegyesi Termálfürdő

## Híres emberek
- Itt élt nagybánhegyesi Montágh Sándor, magyar nemes. Született 1859. május 19-én, meghalt 1945 májusában, ausztriai deportálásban.
- Itt született Dr. Hanzó Lajos, Kossuth-díjas (1955) pedagógus, történész (Nagybánhegyes, 1915. szeptember 7. – Szarvas, 1964. november 21.)
- Itt született 1867-ben Thaisz Lajos botanikus. 1910-ben a Földművelésügyi Minisztérium központjában, ahol mint gazdasági botanikus vett részt a rét- és legelőjavítási mozgalmakban.
- Itt született Korbuly Mihály (Tótbánhegyes, 1868. július 9. - Budapest, 1939. január 18.) - Vegyészmérnök. Tanulmányait a zürichi műegyetemen és tudományegyetemen végezte, mérnöki oklevelét 1901-ben, a bölcsészdoktorit 1902-ben szerezte, ettől kezdve a budapesti Állatélettani és Takarmányozási Állomás vegyésze. 1904-ben a szennyvíztisztítás és a halászati igazgatás kérdéseinek tanulmányozására külföldi utat tett. Ennek eredményeként készült tanulmánya alapján állították fel 1906-ban a Halélettani és Szennyvíztisztító Kísérleti Állomást, melynek 1907-től igazgatója volt. Mint kísérletügyi főigazgató 1933-ban vonult nyugalomba. Értekezései hazai és külföldi szakfolyóiratokban jelentek meg.
- Itt született 1947-ben Dr. Illés Károlyné Botyánszky Anna népi iparművész, a Népművészet Mestere.

## Testvértelepülései
- Vágfarkasd (Szlovákia)
- Gelence (Románia)
- Pankota (Románia)